# Fuente de las Ranas (Sevilla)

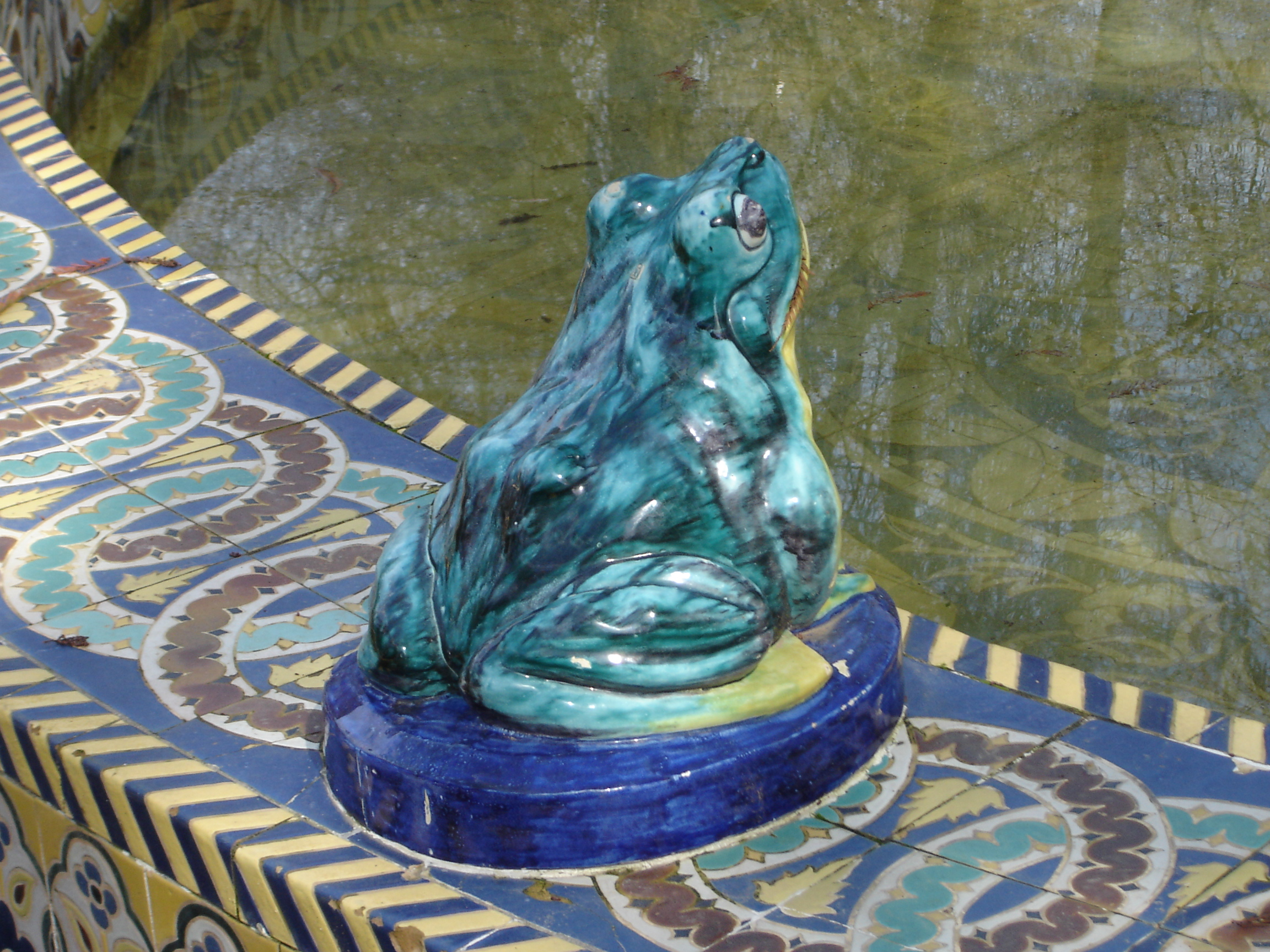
Detalle de una de las ranas.

La fuente de las Ranas es una fuente urbana de España ubicada en el parque de María Luisa de Sevilla, es la fuente más antigua de todo el recinto, datando de 1914, fecha en que comenzó a convertirse en parque lo que antes eran los jardines de San Telmo.

## Descripción e historia
Fue construida por el ceramista Manuel García-Montalván, quien realizó dos copias similares para Tenerife y la Fuente de las Ranas (Chapultepec) en la Ciudad de México.
Su singular forma y belleza ha llevado a querer tener para sí una fuente similar a los poseedores de patios sevillanos, copiando casi toda su estructura.
Consta de ocho ranas que rodean el recinto y un pato apoyado sobre una tortuga situados en el centro. Las bocas de las ranas y el pico del pato hacen de fuente (no siempre están en funcionamiento), dando nombre al recinto.
Fue semidestruida en la Guerra Civil y ha sufrido en numerosas ocasiones ataques vandálicos, lo cual ha provocado que tuviera que ser recompuesta en varias ocasiones, en dos de ellas, las realizadas en 1970 y 1992, fueron restauraciones en profundidad, no limitándose a la simple sustitución de piezas rotas. Se trató de protegerla para evitar estropicios colocando una verja de hierro (similar a la que se observa en la Glorieta de Bécquer) que también ha “desaparecido”.
De las ocho ranas, únicamente una es de 1914, En la restauración de 1992, únicamente había cinco ranas, fabricando las tres nuevas cerámicas Santa Ana.
Está situada entre dos largos estanques, cercanos al Jardín de los Leones y a la Isleta de los Patos.
Como vegetación destacan magníficos ejemplares de olmos (Ulmus minor).

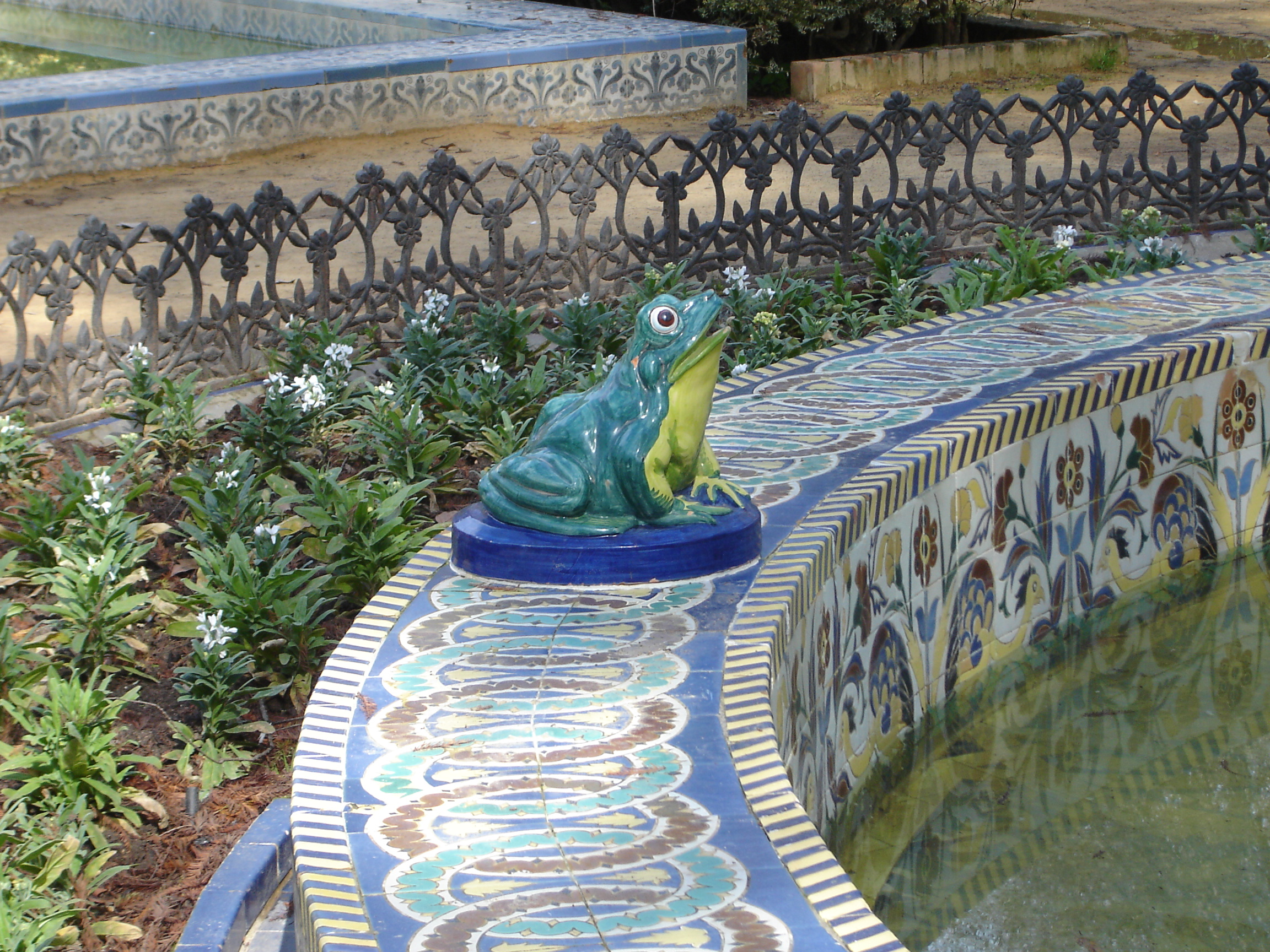
Otra vista de rana
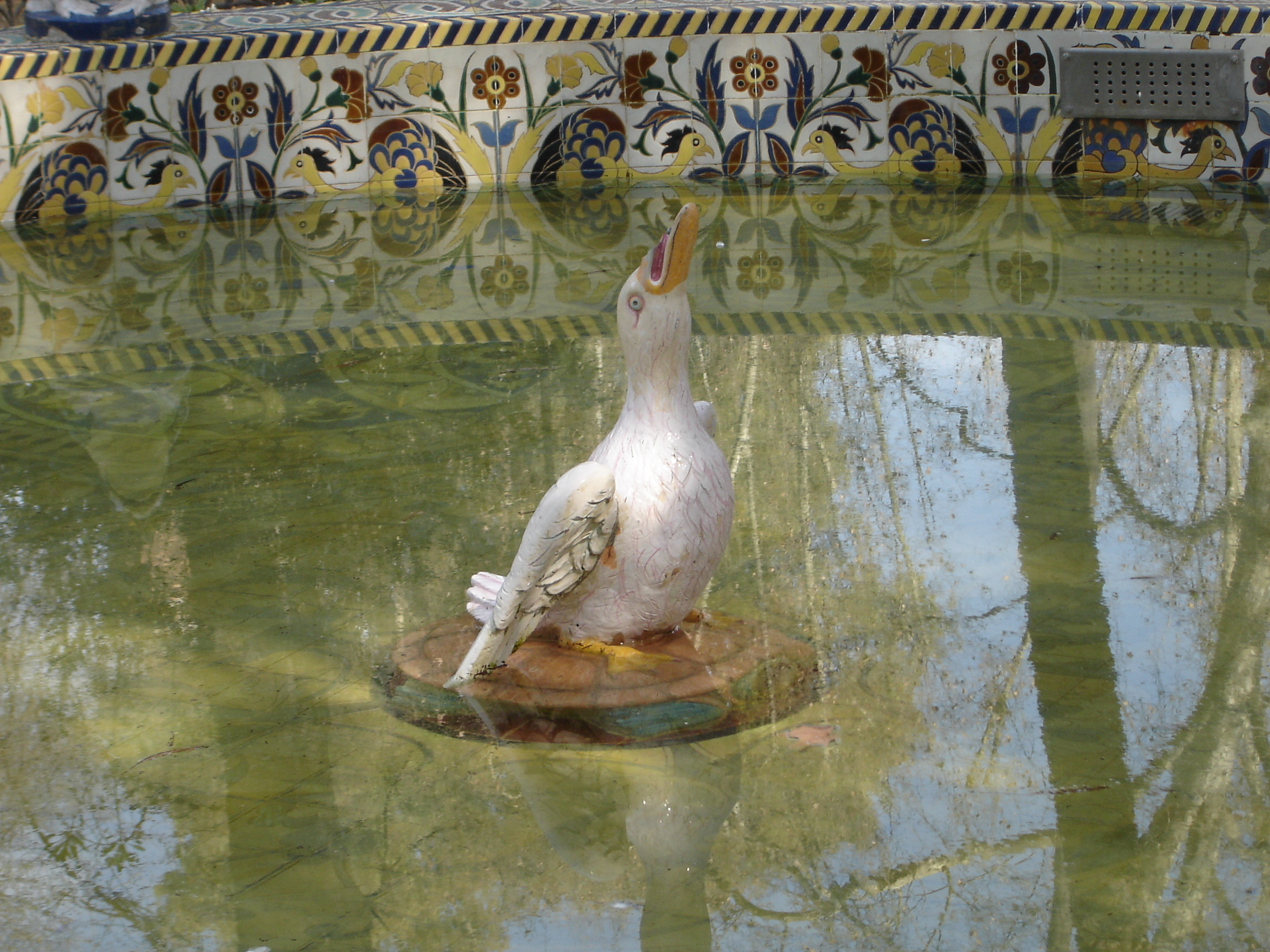
Detalle del pato, está encima de una tortuga a la que alguien ha seccionado la cabeza